# Caryville (Flórida)
Caryville é uma vila localizada no estado americano da Flórida, no condado de Washington. Foi incorporada em 1965.

## Geografia
De acordo com o United States Census Bureau, a vila tem uma área de 8,2 km², onde 7,8 km² estão cobertos por terra e 0,3 km² por água.

### Localidades na vizinhança
O diagrama seguinte representa as localidades num raio de 32 km ao redor de Caryville.

## Demografia
Segundo o censo nacional de 2010, a sua população é de 411 habitantes e sua densidade populacional é de 52,4 hab/km². Possui 115 residências, que resulta em uma densidade de 14,6 residências/km². É a localidade que, em 10 anos, teve o maior crescimento populacional do condado de Washington.